# VF-132 (1961-2)
Il Fighter Squadron 132 o VF-132 fu un'unità di aviazione di breve durata della Marina degli Stati Uniti fondata il 21 agosto 1961 e sciolta il 1º ottobre 1962.

## Storia operativa
Il VF-132 venne istituito come parte del Carrier Air Group 13. E venne schierato in una crociera shakedown nei Caraibi sulla USS Constellation dal 3 marzo al 6 maggio 1962. Dopo il ritorno dalla crociera, CVG-13 e le sue squadriglie costituenti sono state sciolte su 1º ottobre 1962.

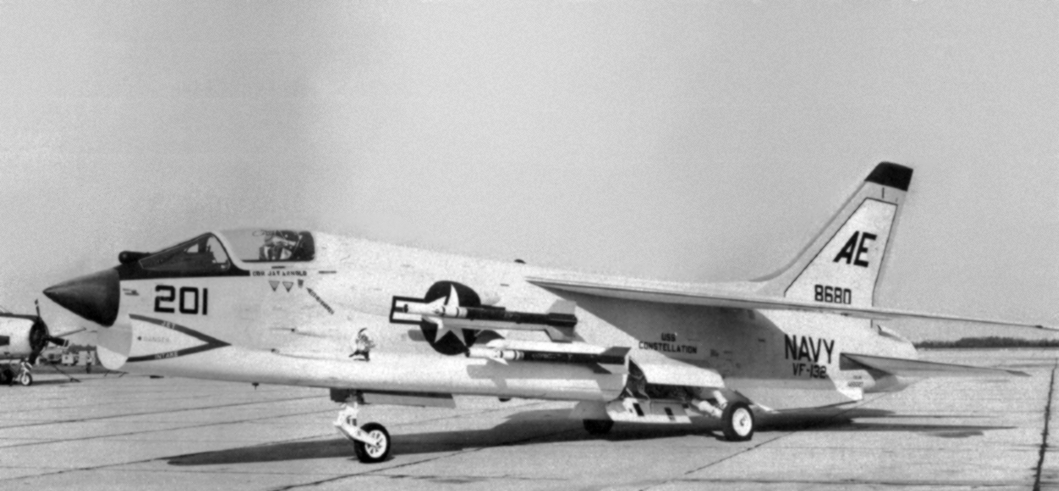
un F-8D del VF-132 nel 1962